# Mac Davis

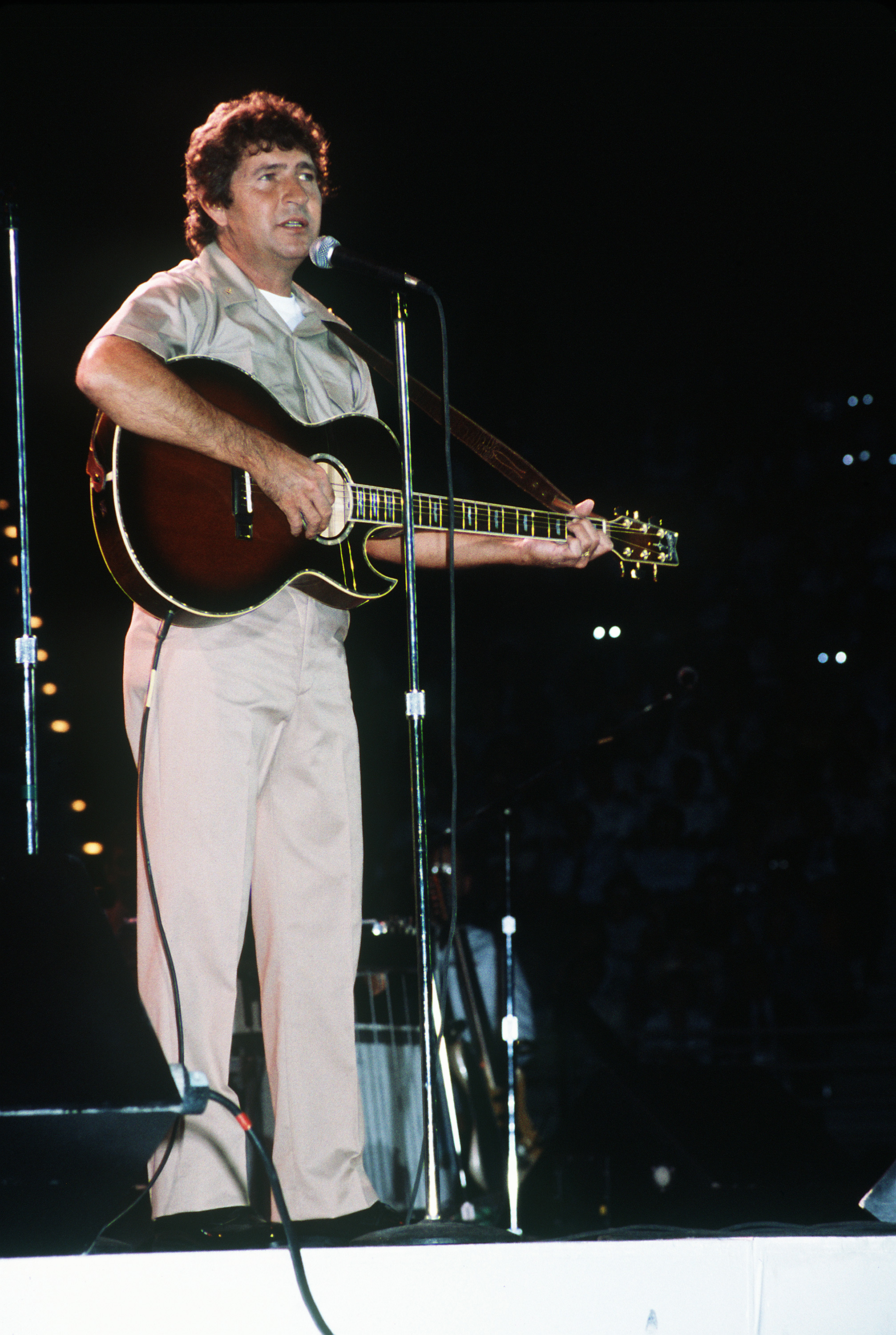
Mac Davis (1986)

Morris Mac Davis (* 21. Januar 1942 in Lubbock, Texas; † 29. September 2020 in Nashville, Tennessee; auch Scott Davis) war ein Singer-Songwriter und Schauspieler. Er war vorwiegend im Genre der Country-Musik tätig und wurde zunächst als Songwriter für Elvis Presley bekannt, ehe er eine erfolgreiche Solokarriere startete.

## Leben

### Beginn als Komponist
Im Musikbusiness begann er 1961 als Regionalmanager des Plattenlabels Vee-Jay Records und wechselte 1965 zu Liberty Records, wo er zum Chef des zugehörigen Musikverlages „Metric Music Publishing“ aufstieg. Seine erste Komposition (Mitautor: Larry Collins) You’re Good For Me wurde vom Rhythm-&-Blues- und Soul-Interpreten Lou Rawls im Juli 1968 übernommen und zum Titelsong der gleichnamigen Rawls-LP. Auch die nächste Komposition (zusammen mit Freddy Weller verfasst) Within My Memory, schon im Country-Sektor für Glen Campbells LP A New Place in the Sun (November 1968) platziert, wurde chartmäßig nicht registriert. In dieser Phase versuchte Elvis Presley nach 3-jähriger Top-10-Abstinenz mit neuem Tonstudio und Producer ein Comeback. Auf der Suche nach Songrepertoire übernahm Elvis zunächst von Davis (mit Billy Strange verfasst) A Little Less Conversation, das als B-Seite von Almost in Love im September 1968 Verwendung fand und noch in den RCA-Studios in Nashville/Tennessee aufgenommen wurde. Eine #69 in den Charts war ein weiterer Rückschlag für das Elvis-Management. Zwei weitere Kompositionen waren Memories und Nothingville (beide wiederum mit Billy Strange entstanden), im Juni 1968 aufgenommen. Dann folgte Charro für den gleichnamigen Elvis-Film, aufgenommen am 15. Oktober 1968 und als B-Seite der Single Memories ohne besondere Resonanz veröffentlicht.

### Durchbruch
Davis traf dann in Presleys Heimatstadt Memphis auf Chips Moman, den Studioinhaber, Sessiongitarristen und Produzenten der American Sound Studios, der vom Elvis-Management den Produktionsauftrag für die nächsten Songs erhalten hatte. Im Januar 1969 entstanden hier für die nächste Elvis-LP From Elvis in Memphis 12 Songs, darunter auch das sozialkritische In the Ghetto. Bevor diese LP im Juni 1969 auf den Markt kam, entschied man sich, im April 1969 In the Ghetto als Single herauszubringen. Der brisante Song kam in die US-Popcharts, wo er bis zum 3. Platz stieg (in GB Nr. 2, in Deutschland sogar die einzige Nr. 1-Platzierung für Elvis). Bereits im Juni 1969 erreichte das Stück über die Aussichtslosigkeit der Jugendlichen im Ghetto bis zu ihrem milieubedingten Tod den Status als Millionenseller. Nächste Komposition für Elvis war dann Clean Up Your Own Back Yard, publiziert im Juni 1969, jedoch mit einer #35 kein weiterer Fortschritt. Die bereits am 15. Januar 1969 aufgenommene Davis-Komposition Don’t Cry Daddy wurde erst im November 1969 als Elvis-Single veröffentlicht und erreichte einen 6. Rang. Damit hatten Davis-Kompositionen einen maßgeblichen Anteil am gelungenen Comeback von Elvis Presley.
Diese Erfolge machten Davis zu einem gefragten Songautor. Für O.C. Smith schrieb er Friend, Lover, Woman, Wife (Mai 1969, US-47) und Daddy’s Little Man (August 1969, US-34). Kurze Zeit später platzierten Kenny Rogers and the First Edition sein Something’s Burning in den Charts (Februar 1970, US-11, GB-8), das damit zum zweiterfolgreichsten Hit dieser Formation avancierte. Bobby Goldsboro erreichte in den USA mit Watching Scotty Grow (Dezember 1970) eine identische Platzierung. Zuvor hatte es Glen Campbell mit Everything a Man Could Ever Need (Juli 1970) zu einem 5. Platz in der Country-Charts gebracht.
1971 erhielt er bei NBC seine eigene 90-Minuten Late Night Show mit dem Titel I Believe in Music, deren Thema-Song von der Gruppe „Gallery“ im August 1972 in die US-Charts kam (US-22). Im April 1972 brachte Ray Price den Davis-Song The Lonesomest Lonesome bis zur Nr. 2 in den Country-Charts. Im Juni 1990 tauchte er als Ko-Autor von Dolly Partons White Limozeen auf.

### Interpret
Im Jahr 1970 erhielt Mac Davis von Columbia Records einen Plattenvertrag. Mit seiner Eigenkomposition Baby, Don’t Get Hooked on Me stellte er seine Gesangsambitionen unter Beweis, denn dieser im August 1972 veröffentlichte Song erreichte die Topposition der US-Popcharts. Sein Produzent Rick Hall hatte Davis gebeten, einen Text mit einer sich wiederholenden Phrase (im Englischen „hook“ ‚Klammer‘) zu schreiben. Als Davis diesen Titel mit noch unfertigem Text und fragmentarischer Partitur präsentierte, war für den Produzenten klar: „Das klingt wie ein Nr.-1-Hit. Machen wir uns an die Arbeit.“ Als Interpret brachte er bis 1981 noch ein Dutzend weniger erfolgreiche Songs heraus, darunter im Dezember 1974 das retrospektive Rock N' Roll (I Gave You the Best Years Of My Life) (geschrieben von Kevin Johnson), was daran erinnert, dass Mac Davis im selben Ort wie Buddy Holly geboren wurde.
In den Country-Charts hatte er mehr Erfolg. Während Texas in My Rear View Mirror im November 1980 noch Nr. 9 der Charts erreichte, schaffte Hooked on Music (März 1981) einen 2. Platz.

### Film und Fernsehen
Bekannt wurde Davis in den Vereinigten Staaten auch als Gastgeber seiner eigenen Fernsehshow The Mac Davis Show, die zwischen 1974 und 1976 auf NBC lief und ihren Fokus auf Countrymusik hatte.
Ab Ende der 1970er-Jahre übernahm Davis auch Schauspielrollen. Sein Filmdebüt gab er 1979 in der Sportkomödie Die Bullen von Dallas, in der er neben Nick Nolte gleich eine Hauptrolle erhielt. In der Gaunerkomödie Zwei ausgekochte Gauner, der weniger erfolgreichen Fortsetzung des oscarprämierten Films Der Clou, übernahm er 1983 gemeinsam mit Jackie Gleason eine der beiden Hauptrollen. Später war er Gaststar im Fernsehen bei Serien wie Die wilden Siebziger und Meine wilden Töchter. In der Serie Rodney hatte er zwischen 2004 und 2006 eine feste Rolle. Insgesamt umfasst sein filmisches Schaffen bis 2019 mehr als 30 Schauspielrollen bei Film und Fernsehen.

## Diskografie

### Studioalben
| Jahr | Titel                       | Höchstplatzierung, Gesamtwochen, AuszeichnungChartplatzierungen (Jahr, Titel, Platzierungen, Wochen, Auszeichnungen, Anmerkungen) | Höchstplatzierung, Gesamtwochen, AuszeichnungChartplatzierungen (Jahr, Titel, Platzierungen, Wochen, Auszeichnungen, Anmerkungen) | Anmerkungen |
| Jahr | Titel                       | US | Country | Anmerkungen |
| ---- | --------------------------- | --- | --- | ----------- |
| 1970 | Song Painter                | US182 (4 Wo.)US | Country35 (2 Wo.)Country |             |
| 1971 | I Believe in Music          | US160 (17 Wo.)US | — |             |
| 1972 | Baby Don’t Get Hooked on Me | US11 Platin · (44 Wo.)US | Country27 (17 Wo.)Country |             |
| 1973 | Mac Davis                   | US120 (13 Wo.)US | Country19 (12 Wo.)Country |             |
| 1974 | Stop and Smell the Roses    | US13 Platin · (45 Wo.)US | Country2 (36 Wo.)Country |             |
| 1974 | All the Love in the World   | US21 Gold · (14 Wo.)US | Country6 (16 Wo.)Country |             |
| 1975 | Burnin’ Thing               | US64 (10 Wo.)US | Country9 (12 Wo.)Country |             |
| 1976 | Forever Lovers              | US156 (9 Wo.)US | Country11 (13 Wo.)Country |             |
| 1977 | Thunder in the Afternoon    | — | Country38 (4 Wo.)Country |             |
| 1978 | Fantasy                     | — | Country43 (4 Wo.)Country |             |
| 1980 | It’s Hard to Be Humble      | US69 Gold · (15 Wo.)US | Country3 (52 Wo.)Country |             |
| 1980 | Texas in My Rearview Mirror | US67 (9 Wo.)US | Country12 (35 Wo.)Country |             |
| 1981 | Midnight Crazy              | US174 (3 Wo.)US | Country19 (24 Wo.)Country |             |
| 1984 | Soft Talk                   | — | Country65 (3 Wo.)Country |             |
| 1985 | Till I Made It with You     | — | Country48 (19 Wo.)Country |             |

Weitere Studioalben
- 1982: Forty 82
- 1983: Who’s Lovin’ You
- 1986: Somewhere in America
- 1994: Will Write Songs for Food

### Kompilationen
| Jahr | Titel         | Höchstplatzierung, Gesamtwochen, AuszeichnungChartplatzierungen (Jahr, Titel, Platzierungen, Wochen, Auszeichnungen, Anmerkungen) | Höchstplatzierung, Gesamtwochen, AuszeichnungChartplatzierungen (Jahr, Titel, Platzierungen, Wochen, Auszeichnungen, Anmerkungen) | Anmerkungen |
| Jahr | Titel         | US | Country | Anmerkungen |
| ---- | ------------- | --- | --- | ----------- |
| 1979 | Greatest Hits | US— GoldUS | Country44 (4 Wo.)Country |             |

Weitere Kompilationen
- 1979: The Mac Davis Collection
- 1984: Very Best and More
- 2000: The Best of Mac Davis
- 2006: 20th Century Masters: The Millennium Collection
- 2007: The Best of Mac Davis
- 2013: A Little More Action Please: The Anthology 1970-1985
- 2013: Hard to Be Humble: The Best of Mac Davis

### Singles
| Jahr | Titel Album                                                                    | Höchstplatzierung, Gesamtwochen, AuszeichnungChartplatzierungen (Jahr, Titel, Album, Platzierungen, Wochen, Auszeichnungen, Anmerkungen) | Höchstplatzierung, Gesamtwochen, AuszeichnungChartplatzierungen (Jahr, Titel, Album, Platzierungen, Wochen, Auszeichnungen, Anmerkungen) | Höchstplatzierung, Gesamtwochen, AuszeichnungChartplatzierungen (Jahr, Titel, Album, Platzierungen, Wochen, Auszeichnungen, Anmerkungen) | Anmerkungen |
| Jahr | Titel Album                                                                    | UK | US | Country | Anmerkungen |
| ---- | ------------------------------------------------------------------------------ | --- | --- | --- | ----------- |
| 1970 | Whoever Finds This, I Love You Song Painter                                    | — | US53 (8 Wo.)US | Country43 (13 Wo.)Country |             |
| 1970 | I’ll Paint You a Song Song Painter                                             | — | — | Country68 (4 Wo.)Country |             |
| 1971 | Beginning to Feel the Pain Song Painter                                        | — | US92 (2 Wo.)US | — |             |
| 1972 | Baby Don’t Get Hooked on Me                                                    | UK29 (6 Wo.)UK | US1 Gold · (18 Wo.)US | Country26 (11 Wo.)Country |             |
| 1972 | Everybody Loves a Love Song Baby Don’t Get Hooked on Me                        | — | US63 (7 Wo.)US | — |             |
| 1973 | Dream Me Home Baby Don’t Get Hooked on Me                                      | — | US73 (7 Wo.)US | Country47 (8 Wo.)Country |             |
| 1973 | Your Side of the Bed Mac Davis                                                 | — | US88 (6 Wo.)US | Country36 (11 Wo.)Country |             |
| 1973 | Kiss It and Make It Better Stop and Smell the Roses                            | — | — | Country29 (15 Wo.)Country |             |
| 1974 | One Hell of a Woman Stop and Smell the Roses                                   | — | US11 (28 Wo.)US | — |             |
| 1974 | Stop and Smell the Roses                                                       | — | US9 (14 Wo.)US | Country40 (12 Wo.)Country |             |
| 1975 | Rock ’N’ Roll (I Gave You the Best Years of My Life) All the Love in the World | — | US15 (11 Wo.)US | Country29 (11 Wo.)Country |             |
| 1975 | (If You Add) All the Love in the World All the Love in the World               | — | US54 (4 Wo.)US | Country69 (6 Wo.)Country |             |
| 1975 | Burnin’ Thing                                                                  | — | US53 (8 Wo.)US | Country31 (12 Wo.)Country |             |
| 1975 | I Still Love You (You Still Love Me) Burnin’ Thing                             | — | — | Country81 (5 Wo.)Country |             |
| 1976 | Forever Lovers                                                                 | — | US76 (5 Wo.)US | Country17 (13 Wo.)Country |             |
| 1976 | Every Now and Then Forever Lovers                                              | — | — | Country34 (10 Wo.)Country |             |
| 1977 | Picking Up the Pieces of My Life Thunder in the Afternoon                      | — | — | Country42 (9 Wo.)Country |             |
| 1978 | Music in My Life Fantasy                                                       | — | — | Country92 (5 Wo.)Country |             |
| 1980 | It’s Hard to Be Humble Hard to Be Humble                                       | UK27 (16 Wo.)UK | US43 (12 Wo.)US | Country10 (12 Wo.)Country |             |
| 1980 | Let’s Keep It That Way Hard to Be Humble                                       | — | — | Country10 (15 Wo.)Country |             |
| 1980 | Texas in My Rearview Mirror                                                    | — | US51 (9 Wo.)US | Country9 (17 Wo.)Country |             |
| 1981 | Hooked on Music Texas in My Rearview Mirror                                    | — | — | Country2 (15 Wo.)Country |             |
| 1981 | Secrets Texas in My Rearview Mirror                                            | — | US76 (6 Wo.)US | Country47 (10 Wo.)Country |             |
| 1981 | You’re My Bestest Friend Midnight Crazy                                        | — | — | Country5 (18 Wo.)Country |             |
| 1982 | Rodeo Clown Texas in My Rearview Mirror                                        | — | — | Country37 (10 Wo.)Country |             |
| 1982 | The Beer Drinkin’ Song Forty ’82                                               | — | — | Country52 (8 Wo.)Country |             |
| 1982 | Lying Here Lying Forty ’82                                                     | — | — | Country62 (7 Wo.)Country |             |
| 1984 | Most of All Soft Talk                                                          | — | — | Country41 (14 Wo.)Country |             |
| 1984 | Caroline’s Still in Georgia Soft Talk                                          | — | — | Country76 (5 Wo.)Country |             |
| 1985 | I Never Made Love (Till I Made It with You) Till I Made It with You            | — | — | Country10 (24 Wo.)Country |             |
| 1985 | I Feel the Country Callin’ Me Till I Made It with You                          | — | — | Country34 (16 Wo.)Country |             |
| 1986 | Sexy Young Girl Till I Made It with You                                        | — | — | Country46 (9 Wo.)Country |             |
| 1986 | Somewhere in America                                                           | — | — | Country65 (5 Wo.)Country |             |

Weitere Singles
- 1963: I’m a Poor Loser
- 1963: A Little Dutch Town
- 1963: Honey Love
- 1965: Bad Scene
- 1970: I Believe in Music

## Statistik
Broadcast Music Incorporated zufolge sind für Davis 184 Kompositionen registriert. Er hat von dieser Organisation insgesamt 16 BMI-Song-Awards erhalten. Im Jahre 2000 wurde er in die “Nashville Songwriters Hall of Fame” und 2006 in die “Songwriters Hall of Fame” aufgenommen. 2003 erhielt er den “BMI TV Music Award”.

## Filmografie (Auswahl)
- 1979: Die Bullen von Dallas (North Dallas Forty)
- 1983: Zwei ausgekochte Gauner (The Sting II)
- 1985: Ausgetrickst (Brothers-in-Law, Fernsehfilm)
- 1991: Tödliche Affären (Blackmail, Fernsehfilm)
- 1995: Superman – Die Abenteuer von Lois & Clark (Lois & Clark: The New Adventures of Superman, Fernsehserie, Folge 3x05)
- 1995–1996: Der Klient (The Client, Fernsehserie, 3 Folgen)
- 1996: Verführung einer Minderjährigen (For My Daughter’s Honor, Fernsehfilm)
- 1998: Cadillac Jack: Ein Cowboy gibt nie auf! (Still Holding On: The Legend of Cadillac Jack, Fernsehfilm)
- 1999: Ein hoffnungsvoller Nachwuchskiller (Angel’s Dance)
- 2000: Die wilden Siebziger (That ’70s Show, Fernsehserie, Folge 2x23)
- 2000: Ein Duke kommt selten allein – Hillbillies in Hollywood (The Dukes of Hazzard: Hazzard in Hollywood!, Fernsehfilm)
- 2001: Mord ist ihr Hobby – Der letzte freie Mann (Murder, She Wrote: The Last Free Man, Fernsehfilm)
- 2003: Wo der rote Farn wächst (Where the Red Fern Grows)
- 2004: Meine wilden Töchter (8 Simple Rules for Dating My Teenage Daughter, Fernsehserie, Folge 2x19)
- 2004: Johnny Bravo (Fernsehserie, 3 Folgen, Stimme)
- 2004: True Vinyl – Voll aufgelegt! (True Vinyl)
- 2004–2006: Rodney (Fernsehserie, 13 Folgen)
- 2008: Beer for My Horses
- 2017: Where the Fast Lane Ends
- 2019: Dolly Partons Herzensgeschichten (Dolly Parton’s Heartstrings, Fernsehserie, Folge 1x07)